# Szőke Pál (színművész)
Szőke Pál (Budapest, 1944. január 29. –) magyar színész, versmondó előadóművész.

## Életpálya
Tanítói diplomát szerzett 1974-ben. 1977–1980 között a Színház- és Filmművészeti Főiskola hallgatója, osztályvezető tanára: Gábor Pál. 1980-tól a Népszínháznak illetve jogutódjának a Budapesti Kamaraszínháznak volt tagja. 1991-től a Békés Megyei Jókai Színház illetve a Békéscsabai Jókai Színház művésze. Önálló estjein, gyakran és szívesen mond és olvas fel verseket. 1987-ben Babits-díjat kapott.

## Fontosabb színházi szerepei
- Arthur Miller: Pillantás a hídról... Alfieri
- Bíró Lajos: Sárga liliom... Thurzó Viktor; Rád János
- Örkény István: Tóték... Őrnagy
- Tamási Áron: Csalóka szivárvány... Czintos Bálint
- Ivan Bukovčan: Mielőtt a kakas megszólal... Csavargó
- Bródy Sándor: A tanítónő... öreg Nagy
- Békés József: Kardhercegnő... Platejmán nagyherceg
- Fésűs Éva – Gebora György: A csodálatos nyúlcipő... Kajszibajszi futóbajnok
- Tarbay Ede: Petruska... dr. Fidibusz; Gatyafánt Gatyafántovics
- Tennessee Williams: A vágy villamosa... Pablo
- Antoine de Saint-Exupéry – Belia Anna – Valló Péter: A kisherceg... pilóta; tudós; üzletember; hiú
- Jókai Mór – Hevesi Sándor – Kardos G. György: A kőszívű ember fiai... Haynau tábornagy; Pál
- Nyirő József: Jézusfaragó ember... Andorás
- Giulio Scarnacci – Renzo Tarabusi: Kaviár és lencse... Raimondo Vietoris
- Timár György: Pártfogoltak... Pálóczi Géza, a"Hungária" autósiskola volt szakoktatója
- Ariano Suassuna: A kutya testamentuma... Antonio Morales
- Friedrich Dürrenmatt: János király... Lord Salisbury
- Dürrenmatt: Az öreg hölgy látogatása... Pap
- Henrik Ibsen: A nép ellensége... Nansen
- Csiky Gergely: Kaviár... Zughy
- Szabó Magda: Kiálts, város!... Tibai
- Zilahy Lajos: A szűz és a gödölye... Huben István
- Konter László – Király Péter: A só... A király
- Grimm fivérek – Konter László – Gulyás Levente – Háy András: Csipkerózsika... király
- Babay József – Buday Dénes: Három szegény szabólegény... Cérna Gábor
- Peter Buckman: A zenekar – "…Most mind együtt"... Gerald (gyógyszerész)
- Joseph Kesselring: Arzén és levendula... Teddy (az Amerikai Egyesült Államok elnöke)
- Vörösmarty Mihály: Csongor és Tünde... Tudós (vándor)
- Peter Stone – Jule Styne – Bob Merill: Senki sem tökéletes avagy nincs, aki hűvösen szereti... Poljakov
- Jevgenyij Lvovics Svarc: A király meztelen... Komornyik
- John Arden: Gyöngyélet... Sóni
- Peter Karvas: Yo város honpolgárai, avagy királyságot egy gyilkosért... Sir Ebedenezer; Lord Clarendon, a Felügyelő Tanács elnöke
- Szente Béla – Gulyás Levente: Rigócsőr király... Albrecht herceg; Pipás; Törökmézes
- Szente Béla – Gulyás Levente: A kolozsvári bíró... Öregember
- Dobozy Imre – Korognai Károly: A tizedes meg a többiek... Walter
- L. Frank Baum - Schwajda György: Óz, a nagy varázsló... Henry bácsi; Madárijesztő
- Sütő András: Egy lócsiszár virágvasárnapja... Eibenmeyer
- Sütő András: Advent a Hargitán... Zetelaki Dániel
- William Shakespeare: Rómeó és Júlia... Patikárius
- Shakespeare: Lear király... Aggastyán (Gloucester bérlője)
- Shakespeare: Tévedések vígjátéka... Csipkedi (tanítómester)
- Bertolt Brecht: Állítsátok meg Arturo Uit!... Mulberry
- Bertolt Brecht–Kurt Weill: Koldusopera... Jimmy
- Bartus Gyula: Életek árán... Szilágyi József
- Victor Hugo: A királyasszony lovagja... szereplő
- Farkas Ferenc: Csínom Palkó... Förgeteg (bandavezér)
- Arisztophanész – Hamvai Kornél – Nádasdy Ádám: Lüzisztraté... Szórakaténosz (vén)
- Ivan Holub: Javor vitéz... Átokházi Laci bácsi (a gonosz Démonok Fejedelme)
- Kálmán Imre: Csárdáskirálynő... Ferdinánd főherceg
- Id. Alexandre Dumas–Szomor György: Monte Cristo grófja... Faria Abbé
- Mikszáth Kálmán: Szent Péter esernyője... Gregorics Boldizsár
- Mlinár Pál – Falusi László: Ládafia... Szusznyavári Bercebúz
- Pozsgai Zsolt: A szűz és a szörny... Samu bácsi
- Pozsgai Zsolt: A Szellemúrnő (Ábránfy Katalin)... Márton, békéscsabai pap
- Szurdi Miklós – Szomor György – Valla Attila: Diótörő és Egérkirály... Pantalone
- Móricz Zsigmond – Miklós Tibor – Kocsák Tibor: Légy jó mindhalálig... Török bácsi
- Tamási Áron: Ősvigasztalás... Csorja Ambrus, bátyja
- Rákosi Viktor – Nemlaha György: Elnémult harangok... Zágoni Albert, főispán
- Mikszáth Kálmán – Zalán Tibor: A beszélő köntös... Szűcs János – főbíró, tönkrement elöljáró
- Molnár Ferenc: Liliom... Kádár István
- Theodor Mouche – Stella Adorján – Békeffi István: Pezsgős vacsora... Gáspár
- Szabó Magda: Az ajtó... Brodarics úr

## Önálló est
- „Fölszedem sátorfámat és…”
- Radnóti emlékest
- Szőke Pál kedvenc versei a TeÁtriumban

## Film, tv
- Váljunk el! (1978)
- Angi Vera (1979)
- Magyar rapszódia (1979)
- Allegro barbaro (1979)
- Sándor Mátyás (1979)
- Agyrémek (1980)
- Faustus doktor boldogságos pokoljárása (1982)
- Mint oldott kéve (sorozat) Párizs–London 1851–1853 című rész (1983)
- Ember és árnyék (1985)
- Napló apámnak, anyámnak (1990)
- W. Shakespeare: Lear király (színházi előadás tévéfelvétele)
- Magyar Passió (2021)

## Díjak, elismerések
- Babits-díj (1987)
- Szocialista Kultúráért (1988)